# 四日市横穴群
四日市横穴群（よっかいちよこあなぐん）は、大分県宇佐市大字四日市にある横穴墓。1957年（昭和32年）11月28日に国の史跡に指定されている。

## 概要
古墳時代後期には、埋葬者の階層が拡大し、数十から数百の墳墓が一か所に集まった群集墳が造られるようになった。横穴墓は、群集墳の一種で、丘陵の斜面に横穴を掘って墓室を設けるものである。
四日市横穴群は、宇佐市四日市地区の加賀山と呼ばれる丘陵の凝灰岩の斜面に築造された161基の横穴墓からなっている。横穴群は、75基の加賀山支群と86基の一鬼手支群に分けられる。6世紀後半から7世紀にかけて築造されたものと推定されている。
四日市横穴群の横穴墓の形式は、平面が楕円形で、断面がかまぼこ形の玄室に、短い羨道が付いたものが多い。横穴群は古くから知られていて開口しているものが多く、組織的な発掘調査も行われていないため、埋葬の態様や副葬品などについてはよく分かっていない。中には、加賀山39号墓、40号墓、一鬼手62号墓のように、彩色文様が施された装飾横穴墓もある。

### 加賀山支群
加賀山支群は、南北約160メートルにわたり、標高28-40メートルの斜面に6段に築造されており、数基から十数基の横穴墓ごとに小群となって階段状に並んでいる。

### 一鬼手支群
一鬼手支群は、加賀山支群との間に小さな谷を挟んで、標高28-36メートルの斜面に3-4段に築造されている。